# SNF1LK
SNF1LK – gen kodujący białko kinazy białkowej. Gen SNF1LK (SNF1-like kinase,) znany był także jako SIK1, znajduje się w locus 21q22.3.